# Phil Laude

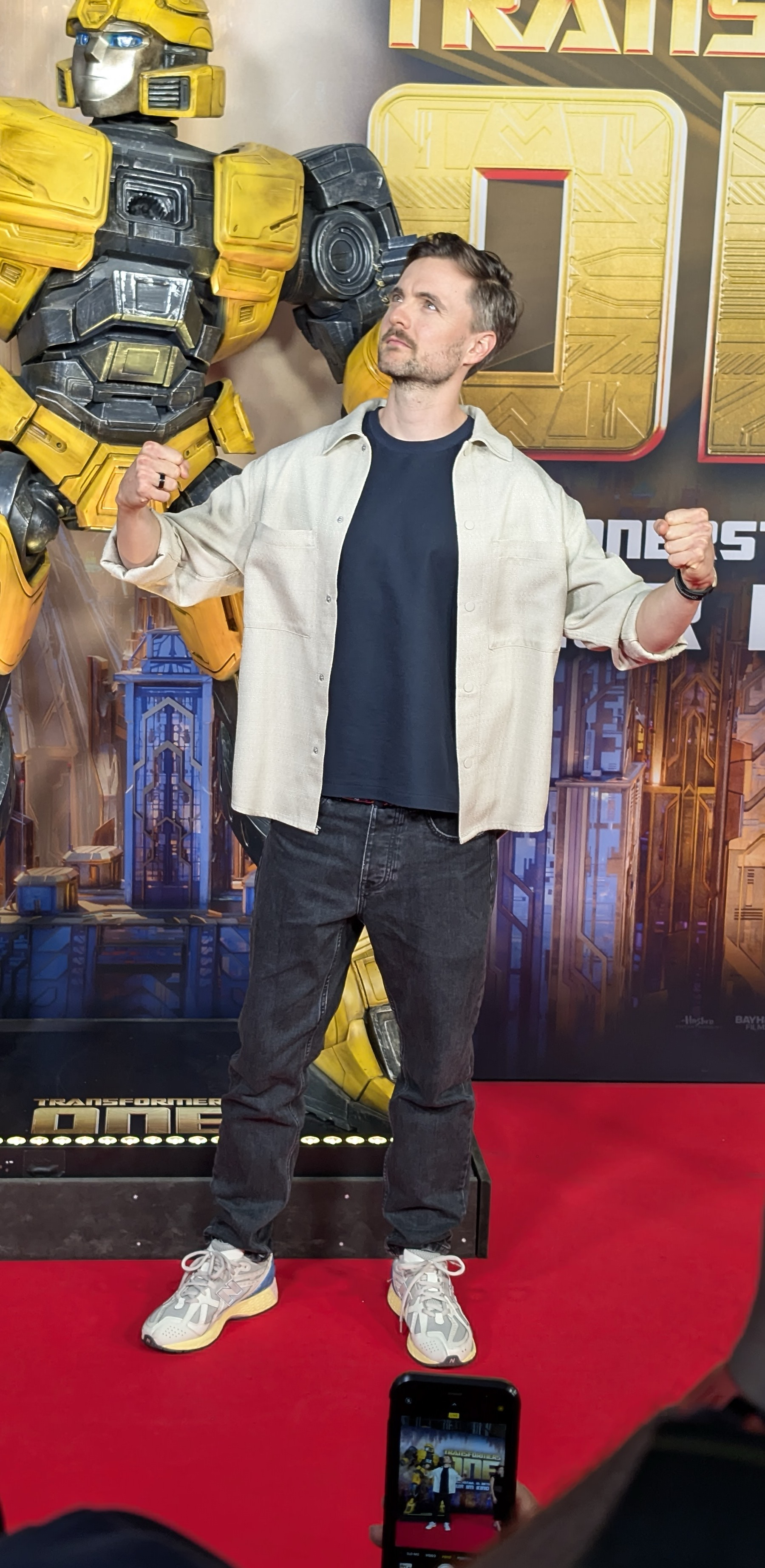
Phil Laude bei der Premiere von Transformers One in Köln (2024)

Philipp „Phil“ Laude (* 29. Juni 1990 in Kappeln) ist ein deutsch-österreichischer Komiker, Webvideoproduzent, Schauspieler und Sänger. Er wurde als Mitglied des Comedytrios Y-Titty bekannt.

## Leben und Wirken

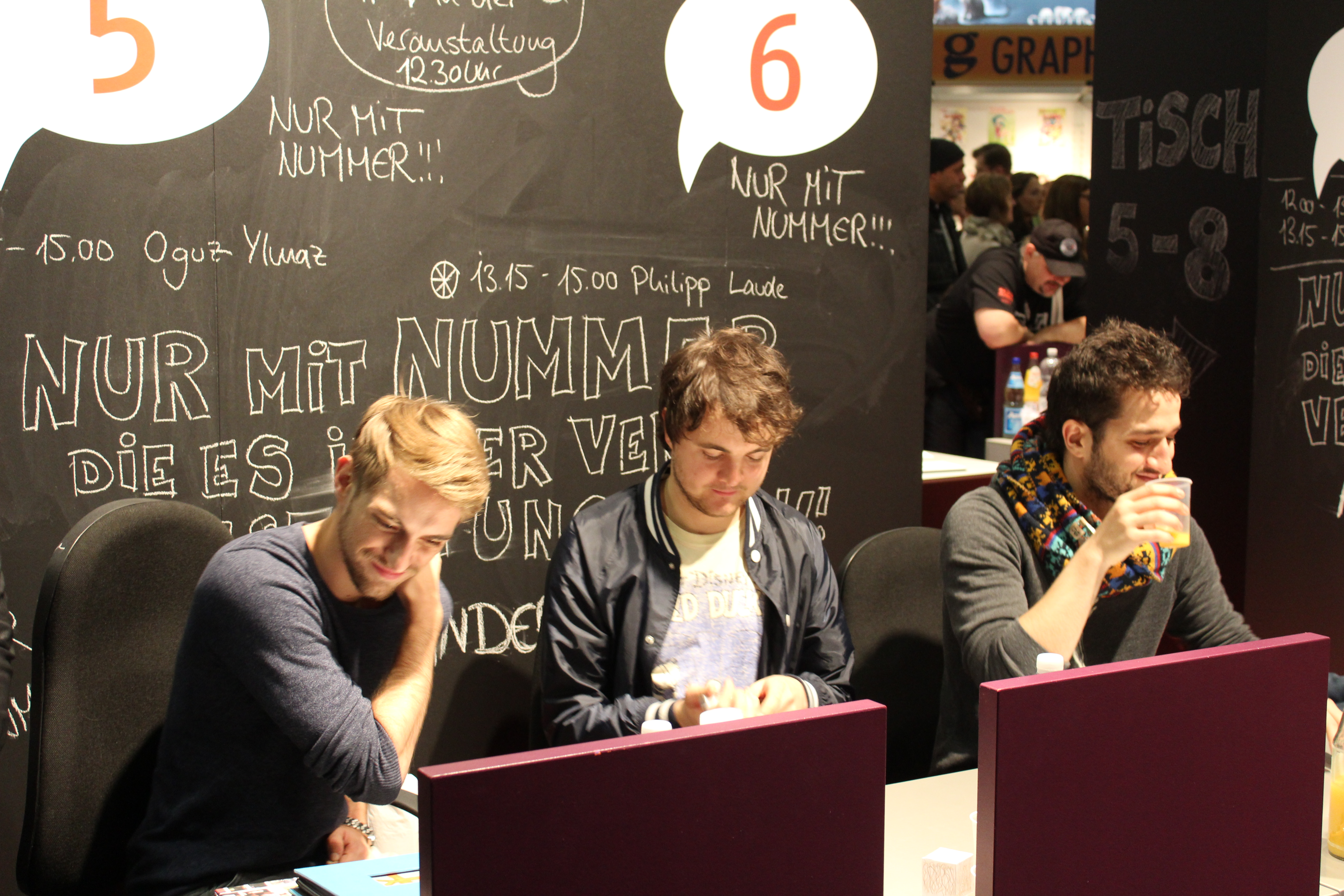
Laude (Mitte) mit Matthias Roll (links) und Oğuz Yılmaz (rechts) als Teil von Y-Titty (2013)

Laude wuchs in Hilpoltstein auf und besuchte das Gymnasium Hilpoltstein, an dem er 2010 sein Abitur machte. In seiner Freizeit segelte er in der Bootsklasse Optimist und nahm 2004 an der Deutschen Meisterschaft auf der Flensburger Förde teil.
Er war Gründungsmitglied des mehrfach prämierten Comedytrios Y-Titty und spielte nach dessen Auflösung im Dezember 2015 die Rolle des „Urs“ im Kinofilm Bibi & Tina: Mädchen gegen Jungs. Auf dem Soundtrack zum Film sang er die Lieder Sie reden ja eh und Mädchen gegen Jungs mit. Das Album erreichte Platz 1 der deutschen Albumcharts.
Laude veröffentlichte sogenannte Facebook-Sketche, bei denen er sich an den Humor von Y-Titty anlehnte. Anfang Mai 2015 startete er seinen eigenen YouTube-Kanal unter dem Namen Phil Laude, seit Januar 2017 veröffentlicht er dort regelmäßig Videos. Derzeit zählt sein Kanal mehr als 1,2 Millionen Abonnenten und über 400 Millionen  Videoaufrufe (Stand Juli 2025). Vom 18. Oktober 2017 bis zum 3. September 2018 gehörte der Kanal dem Online-Medienangebot funk an. Diese Zusammenarbeit wurde am 17. März 2019 wieder aufgenommen. Verantwortlich war in der Zwischenzeit die DiggiTales GmbH.
Unter dem Pseudonym Yung Larry brachte er mit dem Producer, Sänger und Comedian Pesh Ramin mehrere Songs heraus. Mit diesem veröffentlichte er von November 2019 bis September 2021 einmal wöchentlich den Podcast Deep und Dumm (anfangs Mahlzeit). In dieser Zeit entstanden insgesamt 78 Episoden. Als Grund für das Ende nannten sie in ihrer letzten Folge, dass der SWR sich auf neue Formate konzentrieren möchte.
Seit dem Jahr 2017 ist Laude als Stand-Up-Comedian aktiv. Er hatte Auftritte bei NightWash, dem hr Comedy Festival, Stand Up 3000 des TV-Senders Comedy Central, Comedy Splash und der MDR Comedy Roast Show. Seine Texte zu den jeweiligen Auftritten schreibt er eigenen Angaben zufolge selbst. Seine von ihm moderierten Shows „Comedy im Keller“ und „Comedy Studio Berlin“ sind in Berlin und Köln zu sehen.
Am 13. Juli 2018 starb seine Freundin Nadja, mit der er acht Jahre zusammen war, im Alter von 25 Jahren nach mehreren Hirnblutungen. Seit 2020 ist Laude mit der Komikerin Maria Clara Groppler liiert.
Seit 2021 spielt er in der von ihm konzipierten Serie Almania des SWR die Hauptrolle Frank Stimpel, einen Lehrer an einer Stuttgarter Brennpunktschule, der schon als Alman in seinen Videos bekannt wurde.
2024 wird er mit dem Bayerischen Kabarettpreis ausgezeichnet.

## Diskografie
| Jahr | Titel Album                                             | Höchstplatzierung, Gesamtwochen, AuszeichnungChartplatzierungen (Jahr, Titel, Album, Platzierungen, Wochen, Auszeichnungen, Anmerkungen) | Höchstplatzierung, Gesamtwochen, AuszeichnungChartplatzierungen (Jahr, Titel, Album, Platzierungen, Wochen, Auszeichnungen, Anmerkungen) | Höchstplatzierung, Gesamtwochen, AuszeichnungChartplatzierungen (Jahr, Titel, Album, Platzierungen, Wochen, Auszeichnungen, Anmerkungen) | Anmerkungen                                                                                   |
| Jahr | Titel Album                                             | DE | AT | CH | Anmerkungen                                                                                   |
| ---- | ------------------------------------------------------- | --- | --- | --- | --------------------------------------------------------------------------------------------- |
| 2016 | Mädchen gegen Jungs Bibi und Tina – Mädchen gegen Jungs | DE97 (2 Wo.)DE | — | — | Erstveröffentlichung: 14. Januar 2016 mit Lina Larissa Strahl, Lisa-Marie Koroll & Louis Held |
| 2022 | Mu(h)tation                                             | — | — | — | Erstveröffentlichung: 20. Mai 2022                                                            |

## Filmografie
- 2014: Break In (Regie: CJ Santos)
- 2015: Kartoffelsalat – Nicht fragen! (Regie: Michael David Pate)
- 2016: Bibi & Tina: Mädchen gegen Jungs (Regie: Detlev Buck)
- 2016: Auf Augenhöhe (Regie: Joachim Dollhopf und Evi Goldbrunner)
- 2017: #OMG (Webserie)
- 2018: Einstein (Fernsehserie, Folge 2×01: Optik)
- 2018: Wishlist (Webserie, Folge 2×08: Ich hab’s doch gewusst)
- 2018: FREAKS (Webserie)[13]
- 2018: Neuland (Webshow)
- 2019: TKKG
- 2019: SOKO Stuttgart (Folge Hopp & Ex)
- 2019: Väter allein zu Haus: Mark
- 2020: Kartoffelsalat 3 – Das Musical (Regie: Michael David Pate)
- 2020: Unsere wunderbaren Jahre[14]
- seit 2021: Almania[15] (Fernsehserie, Hauptrolle: Frank Stimpel)
- 2021: Queens of Comedy
- 2022: Wo ist meine Schwester?
- 2023: Sweat